# Герлах, Владимир Леонидович
Владимир Леонидович Герлах (1 июля 1899 года, Лифляндская (Рижская) губерния — 28 июня 1978 года, США) — русский писатель, георгиевский кавалер, участник боевых действий.

## Биография
Владимир Леонидович Герлах родился в дворянской семье и был младшим из трёх братьев (первый — Георгий (род. 1892 г.), второй — Борис (род. 1897 г.)). Во время Гражданской войны в России вступил в ВСЮР, став бомбардиром. Участвовал в Первом Кубанском (Ледяном) походе (Вероятнее всего в это время получил Георгиевский крест).
После начала Великой Отечественной войны присоединился к германским войскам, вероятнее всего, в качестве переводчика. Закончил службу в чине обер-лейтенанта 654 Восточного батальона во Франции, где и попал в плен, проведя в нём 2 года и 8 месяцев. После освобождения сначала проживал в Великом Герцогстве Люксембургском, быв Председателем орехового «Русского Национального Объединения». Позже перебрался во Франкфурт-на-Майне, работав в редакции журнала «Посев». В конечном итоге, эмигрировал в США.

## Творчество
В плену написал свой единственный роман «Изменник» на основе записок, которые были сделаны им во время войны. Благодаря жене удалось его вывезти и опубликовать при поддержке СБОНР в 1968—1969 годах.

## Смерть
Скончался Владимир Леонидович Герлах в Астории (США) 28 июня 1978 года и был похоронен в Ново-Дивеево.

## Награды
- Георгиевский крест